# Mario Alessi
Mario Michele Alessi (Ragusa, 18 agosto 1931 – Roma, 28 febbraio 2020) è stato un diplomatico e giornalista italiano.

## Biografia

### Studi e attività giornalistica
Dopo gli studi al Liceo Ximenes di Trapani, nel 1952, si laurea cum laude in Diritto internazionale presso la Facoltà di Giurisprudenza dell'Università di Palermo. Dal 1954 al 1955 segue un corso post laurea Fulbright in Scienze Politiche presso la Kansas University. Durante e dopo gli studi universitari svolge attività giornalistica quale redattore o corrispondente di vari organi di stampa: quotidiano "Giornale di Sicilia", settimanali "Corriere Trapanese" e "Trapani Sera". Agenzie "ANSA", "Reuters", rivista "La Sicilia" e altre.

### La carriera diplomatica
Diplomatico di carriera, è entrato al Ministero degli Affari Esteri, per concorso, nel 1956. Nei primi anni della sua carriera ha prestato servizio, in qualità di Vice Console, presso le sedi di Tolone e Bedford, nonché a Belgrado. Dal 1967 ai primi mesi del 1970 ha rappresentato il Governo italiano presso la Zona B del Territorio Libero di Trieste, nel ruolo di Console a Capodistria: in questa veste ha condotto il negoziato con le Autorità jugoslave che ha portato alla firma del Trattato di Osimo, a chiusura del lungo contenzioso italo-jugoslavo su Trieste e l'Istria.
Nel 1970 è incaricato di dirigere l'Ufficio Nazioni Unite presso la Direzione Generale Affari Politici del Ministero degli Affari Esteri, specializzandosi nella diplomazia multilaterale. Dal 1973 al 1975 è delegato per le questioni politiche e militari alla Conferenza per la Sicurezza e la Cooperazione in Europa (oggi OSCE) a Ginevra e Helsinki. Dopo essere stato Primo Consigliere alla Rappresentanza permanente presso le Organizzazioni internazionali in Ginevra, torna a Roma quale coordinatore della Presidenza di turno italiana della CSCE, prevista nel 1980. Nel 1977 ha raggiunto il grado di Ministro Plenipotenziario e nel 1981 viene inviato presso la Conferenza del Disarmo, in qualità di Rappresentate permanente d'Italia, con titolo e rango di Ambasciatore.  Dal 1981 al 1984 è delegato anche presso il Consiglio Europeo per la ricerca nucleare (CERN) e dal 1985 è a Vienna quale primo Rappresentante permanente dell'Italia presso le Organizzazioni internazionali (Agenzia internazionale per l'energia atomica e Organizzazione delle Nazioni Unite per lo Sviluppo Industriale).
Nel 1997 è nominato Presidente del Comitato interministeriale per i diritti umani, capo delle delegazioni italiane alla Commissione delle Nazioni Unite per i Diritti Umani e alla Terza Commissione (affari sociali e umanitari) dell'Assemblea Generale delle Nazioni Unite. Diviene, inoltre, membro della Commissione Diritti Umani della Presidenza del Consiglio dei Ministri, del Comitato nazionale italiano per l'Anno Europeo contro il Razzismo, della Commissione sullo sfruttamento dell'infanzia presso il Dipartimento per la Solidarietà Sociale della Presidenza del Consiglio dei Ministri e coordinatore del Comitato nazionale per la celebrazione del 50º anniversario della Dichiarazione Universale dei Diritti dell’Uomo. Nella Commissione delle N.U. per i Diritti Umani svolge un'intensa campagna per l'abolizione delle esecuzioni capitali, ottenendo che l'argomento sia posto all'o.d.g.. Fu il primo passo verso la successiva decisione sulla moratoria universale della pena di morte.
Ha partecipato a numerose conferenze internazionali come capo o membro delle delegazioni italiane, ricoprendo tra l'altro la carica di vicepresidente dell'Assemblea Generale dell'ONU nella sessione speciale sul disarmo (New York 1980), di vicepresidente della Conferenza di riesame del Trattato di non proliferazione nucleare (Ginevra 1985), di vicepresidente della Conferenza mondiale sull'utilizzazione pacifica dell'energia nucleare (Ginevra 1987) e di vice capo della delegazione italiana presso la Conferenza diplomatica per la creazione della Corte penale internazionale (Roma 1998).
Dal 1988 al 1994 assume l'incarico di Assistente del Direttore Generale della FAO (Organizzazione delle N.U. per l'Agricoltura e l'Alimentazione), responsabile del Dipartimento Affari Generali e Informazione e Segretario Generale della Conferenza e del Consiglio.
Dal 1995 al 2008, è membro della Corte di Conciliazione e di Arbitrato dell'Organizzazione per la sicurezza e la cooperazione in Europa.
Ha cessato di far parte della Carriera diplomatica nel settembre del 1998 per raggiunti limiti di età.

### Attività accademica
Dal 1980 al 1986 tiene a Firenze corsi universitari di relazioni internazionali, riguardanti questioni di strategia e disarmo, presso la Facoltà di Scienze politiche dell'Istituto Cesare Alfieri e presso l'Istituto di diritto internazionale della Facoltà di Giurisprudenza (su negoziati e accordi di disarmo). Dal 1995 al 2003 tiene corsi di relazioni internazionali e di organizzazione internazionale presso la European School of Economics a Roma e Catania, mentre dal 1999 al 2006 è titolare di cattedra “Jean Monnet” in istituzioni dell'Unione Europea. Dal 2001 al 2006 tiene corsi di Master sulla Sicurezza Europea, presso la Facoltà di Scienze politiche dell'Università di Roma Tre. 

## Conferenze
Ha tenuto numerose conferenze su temi di politica internazionale per istituzioni culturali in Italia e in vari altri Paesi.

## Società
È stato segretario generale e vicepresidente della Società Italiana per l'Organizzazione Internazionale con sede a Roma, vicepresidente dell'Istituto Nazionale per i Diritti dei Minori (Roma), socio onorario dell'Istituto Italiano per l'Africa e l'Oriente (Roma), membro del Consiglio direttivo del Comitato di Informazione e di Iniziative per la Pace (Roma), presidente della Fondazione UNESCO “La Città di ieri per l'Uomo di domani” (Firenze), e del Comitato Italiano Progetto Mielina (Roma).

## Pubblicazioni
Varie pubblicazioni su temi di politica internazionale, tra cui:
- Testimonianze di un negoziato - Helsinki-Ginevra-Helsinki, a cura di L.V. Ferraris - CEDAM Padova, 1977 (c.a.)
- Documenti italiani sul disarmo 1982-1988, Ministero Affari Esteri, Servizio Storico e Documentazione, Roma 1988 (c.a.)
- Le Nazioni Unite e la promozione del Disarmo - "Le Nazioni Unite del 2000", a cura di V. Tornetta - Laterza Bari, 1991.
- Distensione tra Est e Ovest: a quale prezzo?, "Relazioni Internazionali" Milano, 19 maggio 1973
- Una Conferenza paneuropea sull'ambiente?, "Relazioni Internazionali" Milano, 4 giugno 1977.
- Lo spettro della guerra chimica, "La Discussione" Roma, 11 giugno 1984
- Le verifiche negli accordi di disarmo, "La Comunità Internazionale", Vol.XLIII Nº3 – CEDAM